# Böhm Zsolt György
Böhm Zsolt György (Szalacs, 1962. április 17. –), Németországban élő magyar ifjúsági és veterán Európa-bajnok, veterán világbajnok asztaliteniszező, író, tanár, informatikus. 

## Kezdeti évek
Böhm Zsolt György Bihar megye északi részén, Szalacson született. Szülei mindketten orvosok voltak.
Édesapja, akinek felmenői Svábországból 1735-ben vándoroltak ki Magyarországra, a román 1. ligában asztaliteniszezett.
Magyar nyelvű iskolákba járt. Hétévesen kezdett el édesapja irányításával versenyszerűen asztaliteniszezni. Serdülőként, két évvel idősebb testvérével, a szintén asztaliteniszező Böhm Józseffel együtt, Kolozsvárra költözött, ahol Paneth Farkas tanítványa lett.
Böhm összesen 25 asztalitenisz bajnoki címet nyert Romániában. 1978-ban a férfi egyéni bajnokságot úgy nyerte meg, hogy a döntőben bátyját győzte le, majd párosban együtt álltak fel a dobogó csúcsára. Ugyanebben az évben kétszeres ifjúsági Európa-bajnok lett férfi párosban, Crisan Simionnal, valamint vegyes párosban, Ferenczi Éva oldalán. 1979-ben újra ő lett az országos bajnok a felnőtt egyéni versenyben. Az 1979-es phenjani világbajnokságon legyőzte a magyar világbajnokot, Gergely Gábort.

## Újrakezdés
Böhm, az 1980-as a berni asztalitenisz Európa-bajnokságról az NSZK-ba menekült, ahol a Frankfurt am Main melletti Mörfeldenbe költözött.
Németországban az évtized játékosa lett. Hatszor nyerte meg a német felnőtt egyéni bajnokságot. Testvérével, Józseffel, Németországban is a legjobb asztalitenisz párost alkották az országos döntőn 1984-ben. Évekig a világ élvonalában játszott, nemzetközi versenyeken többször nyert a magyar világbajnokok, Jónyer István és Klampár Tibor ellen is. Részt vett az 1988. évi szöuli XXIV. nyári olimpiai játékokon. A német válogatottal ezüstérmes lett az 1990-es göteborgi Európa-bajnokságon. 102-szeres német asztalitenisz válogatottságot tudhat magáénak. 

## Sportkarrier után
Böhmöt családja 1981-ben követte Németországba. Magyar felesége, Zsuzsanna, szintén Erdélyből származik. Három gyermekük van, Benedek, Júlia és Dávid; a fiúk is asztaliteniszeznek. 
2011-ben felvette a magyar állampolgárságot, majd veterán világ– és Európa-bajnok lett párosban Ciociu Traiannal,  Rozenberg Borisszal, illetve Fejér Andrással.
Böhm válogatott pályafutását követően testnevelő tanári diplomát szerzett a trieri akadémián, majd informatikai, Microsoft-mérnöki és tanárképző tanulmányokat folytatott, melyek befejeztével pedagógusként dolgozik. Szülőfalujában sportcsarnokot neveztek el róla.

## Szerzői munkásság
Böhm négy könyvet írt németül. 2013-ban, Mein Wunder von Bern címen jelent meg önéletrajzi kötete. 2018-ban adták ki regényét, Die Pontifex-Botschaft címmel, melyről könyvtrailer is készült német és angol nyelven. Ez a regény A pontifex-üzenet címen 2023-ban magyarul is megjelent az Underground Kiadó gondozásában. 2024-ben  kiadták első regényének folytatását Die DNA-Schatulle címmel. 
2021-ben önéletrajzának folytatása Offene Veränderung címmel jelent meg.

## Kiemelkedő eredmények

### Kiemelkedő eredmények egyéniben

#### Világkupa
- 1989 Kenya: 5. hely

#### Európa TOP-12
- 1988 Jugoszlávia: 10. hely
- 1999 Belgium: 5. hely

#### Nemzetközi bajnokságok
- 1977 Spanyolország: 3. hely
- 1979 Bulgária: 3. hely
- 1980 Guernsey: 1. hely
- 1982 Korea: 3. hely
- 1984 Anglia: 3. hely
- 1988 Franciaország: 3. hely
- 1988 Németország: 3. hely

#### Balkán bajnokság
- 1979 Görögország: 1. hely

#### Veterán Európa-bajnokság
- 2013 Németország: 3. hely
- 2022 Olaszország: 1. hely[13]
- 2025 Szerbia: 1. hely[14]

Veterán Világ-bajnokság
- 2023 Omán: 1. hely
- 2024 Olaszország: 3. hely[15]

### Kiemelkedő eredmények csapatban
- 1986 Bajnokcsapatok Európa kupája:         1. hely az ATSV Saarbrücken csapatával
- 1987 Bajnokcsapatok Európa kupája:         1. hely a TTC Zugbrücke Grenzau csapatával
- 1988 Bajnokcsapatok Európa kupája          1. hely a TTC Zugbrücke Grenzau csapatával
- 1990 Európa-bajnokság, Svédország         2. hely a német válogatottal
- 1992 Európa-bajnokság, Németország       3. hely a német válogatottal

## Bibliográfia
- Mein Wunder von Bern. Schiller Verlag. Bonn – Hermannstadt. 2013. ISBN 978-3-946954-91-0
- Die Pontifex-Botschaft. Musketier Verlag Bremen. 2018. ISBN 9783946635093
- Offene Veränderung. Schiller Verlag. Bonn – Hermannstadt. 2021. ISBN 978-3-946954-97-2
- Böhm Zsolt: A pontifex-üzenet. Bp. 2023. Underground Kiadó ISBN 978-963-574-355-1
- Die DNA-Schatulle. KDP Verlag. Wroclaw. 2024 ISBN 979-8303-698390